# Мармури Парфенона
Мармури Парфенона (грец. Μάρμαρα του Παρθενώνα, англ. Parthenon Marbles) — узагальнююча назва кількох колекцій класичних мармурових скульптур південного та північного фасадів, метоп, фризу, фрагментів архітектурних деталей Парфенона та інших споруд Афінського акрополя.
Існує й інша узагальнююча назва Мармури Елгіна (грец. Ελγίνεια Μάρμαρα, англ. Elgin Marbles) — колекція класичних грецьких (афінських та інших міст і островів) старожитностей, вивезена до Лондона в період 1801—1811 років британським послом в Османській імперії Томасом Брюсом, лордом Елгіним та його агентами (сам лорд Елгін більшу частину цього періоду перебував поза межами Греції).

## Проблема термінології
Хоча фактично Мармури Парфенона та Мармури Елгіна позначають різні колекції грецьких старожитностей, ці поняття часто підміняють на позначення частини мармурів Парфенона, незаконно вивезених лордом Елґіном до Лондона, щодо повернення яких точиться суперечками між урядом Греції — з одного боку — та британськими парламентаріями і Британським музеєм — з іншого.
Особливо грецька сторона наполягає на помилковості терміну «Мармури Елґіна». У своїй промові до Оксфордського товариства міністр культури Греції Меліна Меркурі, зачинателька кампанії з повернення мармурів Парфенона Греції, підкреслила:
| …а вони мармури Парфенона. Не існує таких речей, як мармури Елґіна. Існує Давід Мікеланджело. Існує Венера Да Вінчі. Існує Гермес Праксітеля. Існують Рибалки в морі Тернера. Не існує мармурів Елґіна. Оригінальний текст (англ.) …And the Parthenon Marbles they are. There are no such things as the Elgin Marbles. There is a Michael Angelo David. There is a Da Vinci Venus. There is a Praxitelles Hermes. There is a Turner 'Fishermen at Sea'. There are no Elgin Marbles! |

## Колекції мармурів Парфенона
У період занепаду Османської імперії, Парфенон, позбувшись захисту, руйнувався все більше. Афіняни використовували уламки храму для власного будівництва, товкли мармур на вапно, виламували цілі шматки храму, аби дістати свинцеві скоби. Водночас європейці отримали майже безперешкодний доступ до Афін та Парфенона зокрема. Майже століття тривало полювання на вцілілі його фрагменти та скульптури. Більшість мандрівників являли собою досить скромних колекціонерів класики, вони вивозили у своїх валізах за кордон невеликі скульптурні фрагменти. Деякі з них нині можна побачити в музеях різних країн світу, доля решти залишається невідомою.
Найбільшим зібранням мармурів Парфенона нині володіють:
- Британський музей в Лондоні — мармури Елгіна.
- Національний археологічний музей в Афінах — мармури Парфенона, а також Гекатомпедона, Прадавнього Парфенона та інших споруд Афінського акрополя.

Незначні колекції зберігаються ще в 6 європейських музеях:
- Лувр, Париж
- Ватиканські музеї
- Національний музей Данії, Копенгаген
- Музей історії мистецтв, Відень
- Університетський музей, Вюрбург
- Мюнхенська гліптотека

Мармури Парфенона, що опинились поза межами Греції, були незаконно вивезені європейцями.
2006 року німецький Гейдельберзький університет став першою європейською організацією, яка передала Греції незаконно вивезений колись фрагмент античного шедевру.

## Мармури Елгіна

### Опис
Колекція мармурів лорда Елгіна, що нині зберігаються і експонуються в Британському музеї, включає:
- фронтонні статуї афінського Парфенона (краще за інші збереглися його метопи), значна частина рельєфного фризу «Панафінейська процесія», який оперізував ззовні целлу Парфенона. Із 524 футів фриза Парфенона вивезено 247 футів, із 92 метоп — 14, із фігур фронтонів — 17[5];
- статуї, що прикрашали собою фронтони храму Зевса на острові Егіна;
- кілька плит фризу з Храму Ніки Аптерос Афінського акрополя;
- одну з каріатид Ерехтейона;
- колосальну статую Діоніса, що входила до складу хорегічної пам'ятки Фразілла на південному схилі Афінського акрополя;
- напис з намогильного пам'ятника афінян, полеглих при Потідеї;
- а також численні фрагменти архітектурних деталей Парфенона, Пропілей, Ерехтейона, Храму Ніки Аптерос та навіть Скарбниці Атрея, що в Мікенах.

### Історія
1801 року британський посол у Константинополі Томас Брюс лорд Елгін отримав дозвіл султана зробити креслення та створити копії старожитностей Афінського акрополя. Натомість агенти лорда Елгіна впродовж 1801—1811 років (сам він більшу частину цього періоду перебував поза межами Греції) вивезли близько половини вцілілих скульптур храму: деякі з них впали і підбирались біля підніжжя Парфенона, інші (найбільш відомі та впізнавані нині) зняли безпосередньо з будівлі. Дії лорда Елгіна і нині зустрічають різні оцінки. Він міг переконувати себе, що рятує скульптури від небезпеки, оскільки не грабував місце археологічних розкопок у сучасному розумінні — Парфенон та Акрополь в цілому надто занепали. Водночас не можна відкидати самолюбні амбіції та жагу здобути славу того, хто привезе в Британію шедеври античного грецького мистецтва, оскільки поряд зі скульптурами Парфенона, агенти Елгіна вивезли до Лондона одну з шести Каріатид Ерехтейону, уламки його фризу, а також фрагменти архітектурних споруд інших грецьких областей. 1801 року лорд Елгін похвалився в листі з Константинополя:
| Бонапарт не отримав таких багатств від усіх грабувань в Італії, як я. Оригінальний текст (англ.) Bonaparte has not got such a thing from all his thefts in Italy. |
Досі залишається нез'ясованою і юридична сторона справи. Дії лорда Елгіна та його агентів регулювались фірманом султана. Чи суперечили вони йому, неможливо встановити, оскільки оригінал документу не знайдений, відомий тільки його переклад на італійську, виконаний для Елгіна при османському дворі. В італійському варіанті дозволяється здійснювати вимірювання та замальовувати скульптури, використовуючи драбини і будівельні ліси; створювати гіпсові зліпки, відкопувати фрагменти, поховані під ґрунтом під час вибуху. Переклад нічого не оповідає про дозвіл або заборону знімати скульптури з фасаду чи підбирати ті, що впали. Достеменно відомо, що вже серед сучасників Елгіна більшість критикувала принаймні використання різців, пил, мотузок і блоків для зняття скульптур, оскільки таким чином руйнувались вцілілі рівні будівлі. Ірландський мандрівник, автор кількох праць з античної архітектури Едвард Додвелл писав:
| Я відчував невимовне приниження, ставши свідком того, як Парфенон позбавляли його найкращих скульптур. Я бачив, як знімають кілька метоп з південно-східної частини будівлі. Аби підняти метопи, довелось скинути на землю захищавший їх чудовий карниз. Така ж доля спіткала й південно-східний кут фронтону. Оригінальний текст (англ.) I had the inexpressible mortification of being present, when the Parthenon was despoiled of its finest sculptures. I saw several metopes at the south east extremity of the temple taken down. They were fixed in between the triglyphs as in a groove; and in order to lift them up, it was necessary to throw to the ground the magnificent cornice by which they were covered. The south east angle of the pediment shared the same fate. |

### Музейні експонати
1816 року лорд Елгін звернувся із листом-проханням придбати колекцію мармурів Парфенона до Британського парламенту. До того моменту він зібрав солідну колекцію грецьких старожитностей, проте майже повністю втратив свої статки. 1803 року він залишив дипломатичну службу в Константинополі, але агенти його продовжували працювати на Акрополі, останні скульптури прибули в Лондон тільки в 1815 році. Лорд Елгін одразу зазначив суму, яку очікував отримати за мармури Парфенона — 74 тисячі фунтів.
Навесні 1816 року спеціальна комісія Палати громад звернулась до сучасних митців із питаннями: чи варто придбати колекцію лорда Елгіна за суспільні кошти і якщо так, то яку ціну призначити? Як колекція мармурів Парфенона співвідноситься із шедеврами зібрання в Ватикані — Аполлоном Бельведерським та скульптурною групою Лаокоон та його сини? Свої думки висловили скульптори Джон Флаксман, Джозеф Ноллекенс, Річард Вестмакотт Їх оцінки різнились, були розпливчастими, і тим паче ніхто з митців не бажав оцінювати скульптури. Зрештою парламентська комісія запропонувала 35 тисяч фунтів за колекцію, і лорд Елгін не мав іншого виходу, як погодитись.
1817 року «мармури Елгіна» виставили у тимчасовій залі, поспіхом облаштованій в будівлі Британського музею — в Монтегю-хаус. Тут скульптури експонувались в тісному сусідстві з іншими творами античного мистецтва, в тому числі з експонатами мікенської доби. При цьому не зберігався оригінальний порядок розташування скульптур, а тим паче скульптури Парфенона не відокремили від старожитностей інших пам'яток Афінського акрополя. Сучасна галерея, в якій розташовуються мармури Парфенона, побудована в 1930-х роках за проектом архітектора Роберта Смерка завдяки фінансуванню британського колекціонера та антикварія Джозефа Дювіна.
За минулі роки розташування скульптур неодноразово змінювали. Пропонувались найрізноманітніші варіанти з урахуванням сучасної моди, зміни трактування скульптур, а також ролі музею в їх розміщенні та інтерпретації. В середині 19 століття скульптури провели не один рік розрізнено в кількох залах музею під приводом оновлення колекції — такими запеклими були суперечки, і так повільно приймались рішення. В 1832 році, коли залу Дювіна вже побудували, різні фрагменти Парфенона розташували послідовно. Зокрема скульптури фронтонів зібрали разом у біль-менш правильному порядку. До 1850-х років музейники висунули ідею про експозицію фронтонних скульптур у рамці, яка б відтворювала фронтон Парфенона, або перемістити скульптури вище, аби відвідувачі могли їх споглядати принаймні в оригінальній перспективі. Одночасно в галерею додали макети зруйнованого та відреставрованого Парфенона. Для осягнення всього скульптурного ансамблю залу поступово наповнювали гіпсовими копіями скульптур, що залишились в Афінах. Найбільше ратували за встановлення секцій фризу, яких бракувало колекції Елгіна, для розкриття представленого на нього сюжету. В той же час гіпсовими копіями замінювали відбиті фрагменти скульптур, при чому гіпсові частини прикріплювали безпосередньо на античний мармур. Характерною рисою ранньої експозиції була велика роль гіпсових копій: 60 % оригінальних елементів фриза і 40 % гіпсових копій.
Проте дидактичний характер експозиції не став провідним, він стримувався прагненням представити мармури Парфенона як витвір «високого мистецтва». В 1850-х роках висунули ідею перенести мармури в Національну галерею і виставити їх поруч із живописними шедеврами. По пораду звернулись до літнього Лео фон Кленце, німецького архітектора, зачинателя стилю грецького відродження, придворного архітектора баварського короля Людвига І. Кленце висловився категорично проти такого змішування двох видів мистецтва. 1928 року члени наукової комісії Британського музею запропонували кардинально змінити характер експозиції, підкресливши, що мармури Парфенона — перш за все, твори мистецтва, а використання їх в освітніх цілях несуттєве та тривіальне. Відтак із галереї Дювіна вилучили усі гіпсові копії.
Сучасна експозиція мармурів Елгіна являє собою компромісний варіант. Великий простір зали підкреслює важливість представлених в ній скульптур. Експонати, пов'язані із художнім контекстом та історією, гіпсові копії розташовані в двох кімнатах збоку від головного входу. Розташування власне мармурів Парфенона певною мірою відтворює їх оригінальне положення на самому Парфеноні: фігури з різних фронтонів представлені в протилежних кінцях зали; фриз іде навколо центральної частини зали, хоча розміщений він задом наперед, а рельєфна поверхня опинилась всередині, в той час як насправді на будівлі Парфенона скульптури фризу оперізували внутрішню колонаду ззовні. Ефект такого способу експозиції — відчуття цілісності колекції. Випадковий відвідувач, мало знайомий з історією Парфенона, не зможе запідозрити, що чи не половина фризу перебуває в Афінах. Попередні експозиції відкрито звертали увагу на грецький Парфенон та усі збережені скульптури. Сучасна зала Дювіна представляє мармури Елгіна замість самого Парфенона.

### «Оновлення» скульптур
Втручання Джозефа Дювіна не пройшло непомітним для скульптур Парфенона. Прагнучи увічнити своє ім'я і здобути певну респектабельність, нещодавно розбагатілий Дювін вкладав кошти у великі проекти лондонських галерей, в тому числі профінансував будівництво галереї для мармурів Елгіна. Проте його співробітництво із Британським музеєм розвивалось мляво. Хоча розробка проекту та обговорення питань фінансування галереї завершились в 1920-х роках, дозвіл на будівництво та право придбати землю отримали тільки 1936 року, коли Дювін вже тяжко хворів (помер він 1939 року). Менш з тим Дювіну та його агентам вдалось заволодіти ключами від відповідних зал музею та безперешкодно насолоджуватись вільним доступом до скульптур Парфенона. Крім того Дювіну вдалось привернути на свій бік кількох музейників та технічний персонал.
Принаймні до такого висновку прийшов директор Британського музею. 1938 року проходячи повз музейні майстерні, він помітив скульптуру колісниці Геліоса зі східного фронтону Парфенона, що піддавалась «оновленню». Біля скульптури знайшли мідні тесала, металеві різці та шматок карборунда. Виходячи зі стану поверхні мармуру, скульптуру обробляли цими предметами. Наступного дня з'ясувалось, що іще 2 скульптури були піддані подібній процедурі. Директор наказав припинити подібне «оновлення» і розпочати розслідування справи.
Виявилось, що Дювін бажав бачити скульптури Парфенона білими, чистими і античними. Натомість мармури Елгіна були не тільки брудними в результаті взаємодії лондонського смогу та системи опалення музею, але й вкритими буро-іржавим нальотом. Агенти Дювіна попросили музейників почистити скульптури. Внутрішнє розслідування знайшло винних, хоча робітники музею перекладали провину один на одного. Також слід відзначити, що чистка різцями та карборундом на той момент була більш-менш звичайною практикою. В 19 столітті «Давіда» Мікеланджело чистили металевою стружкою, а в 1950-х роках американська школа чистила скульптури Тесейона в Афінах тими ж засобами, що й в Британському музеї.
Про цей скандал довідалась преса. Скульптор Джейкоб Епстайн одним перших виступив із грізним зверненням до дирекції музею на шпальтах The Daily Telegraph:
| Звичайному скульптору не зрозуміти, чому звичайному прибиральнику та ще 6 здоров'якам впродовж 15 місяців було дозволено здійснювати якісь маніпуляції із мармурами Елгіна. Коли нарешті дирекція Британського музею зрозуміє, що вони тільки хранителі, але не творці цих шедеврів? Оригінальний текст (англ.) Why a cleaner and six hefty men should be allowed for 15 months to tamper with the Elgin marbles as revealed by the head cleaner passes the comprehension of a sculptor. When will the British Museum authorities understand that they are only the custodians and never the creators of these masterpieces? |

## Возз'єднання мармурів Парфенона
Важливим питанням для грецького уряду на сучасному етапі постає також повернення мармурів Елгіна, які нині являють собою один з центрів експозиції Британського музею. Ще на початку 1980-х років міністр культури Греції Меліна Меркурі започаткувала кампанію з повернення мармурів Парфенона в Грецію. Вона неодноразово зустрічалась із керівництвом Британського музею, британськими парламентаріями та науковцями. 1999 року відбулась конференція, на якій велась академічна дискусія про безвідповідальне «очищення» скульптур Джозефом Дювіном. Саме дії Дювіна значно послабили позицію Британського музею, що стверджував, ніби насправді врятував скульптури від небуття, забезпечив їм гідні умови зберігання. 2000 року відбулось слухання Спеціального комітету у справах культури, засобів масової інформації і спорту Британського парламенту у справі незаконного заволодіння Британським музеєм мармурів Парфенона. Грецьку сторону у конфлікті представляли зокрема Йоргос Папандреу, тодішній міністр закордонних справ Греції, та французький кінорежисер Жуль Дассен, чоловік Меліни Меркурі. 4 травня 2007 року у Лондоні відбулась зустріч радників обох урядів, проте домовленості досягнуто не було. Між тим 2006 року німецький Гейдельберзький університет став першою європейською організацією, яка передала грекам незаконно вивезений колись фрагмент античного шедевру.
У червні 2009 року в Афінах відкрився Новий музей Акрополя — один з найсучасніших музеїв у світі, який в змозі забезпечити мармурам Парфенона гідні умови зберігання. Британський музей запропонував Новому музею Акрополя передати оригінали як музейну позику та за умови, що грецький уряд визнає Британський музей їх законним власником. Грецький уряд відмовився від пропозиції, оскільки її прийняття означало б прощення факту викрадення мармурових скульптур понад 200 років тому. Одночасно в тенетах стартували кілька проектів електронної петиції за повернення скульптур Парфенона Греції, яка буде направлена уряду і Парламенту Великої Британії, в Британський Музей в Лондоні, Європейський Парламент, Раду Європи та Єврокомісію, в ООН та ЮНЕСКО — наприклад, Unite the Marbles та Bring Them Back [Архівовано 11 травня 2012 у Wayback Machine.]. 6 березня 2009 року створено й Український Комітет за возз'єднання мармурових скульптур Парфенона, серед членів якого Борис Патон, Анатолій Зленко, Петро Толочко, Василь Хара, Олександр Возіянов, Ніна Клименко, Анатолій Мазаракі, Борис Олійник та інші.
3 жовтня 2010 року прем'єр-міністр Китаю Вень Цзябао пообіцяв надати Греції підтримку у справі повернення «Мармурів Парфенона».